# Miami Air International
Miami Air International là một hãng hàng không điều lệ của Mỹ có trụ sở tại quận Miami-Dade, Florida, Hoa Kỳ. Hãng có các chuyến bay điều lệ hành khách trên toàn thế giới cho các nhóm khác nhau bao gồm các nhà khai thác hành trình, các đội thể thao chuyên nghiệp và quân đội Hoa Kỳ.  Nó có trụ sở tại sân bay quốc tế Miami.
Khách hàng của Miami Air bao gồm các nhóm khuyến khích, đội thể thao, công ty Fortune 500, tàu du lịch lớn, giải trí, ứng cử viên chính trị và chính phủ Hoa Kỳ. Theo chương trình Hạm đội Không quân Dự trữ Dân sự (CRAF), Miami Air được Bộ Tư lệnh Không quân Không quân Hoa Kỳ (USAF AMC) ký hợp đồng vận chuyển binh lính và hàng hóa. 

## Lịch sử
Hãng được thành lập vào tháng 8 năm 1990 và bắt đầu hoạt động vào tháng 10 năm 1991 [6] sử dụng máy bay Boeing 727-200 được cho thuê từ Xerox Credit Corporation.
George Lyall, người đã có một sự nghiệp lâu dài tại Eastern Air Lines và Pan Am World Airlines là Chủ tịch và Ross Fischer, người đã điều hành Hệ thống hoạt động tại People Express và Eastern là Chủ tịch. Những giám đốc điều hành này là các cổ đông và người sáng lập chính, bao gồm nhiều cựu nhân viên phương Đông, cựu đối tác "Big 8" với kinh nghiệm kiểm toán công nghiệp rộng rãi, một luật sư Miami sắp tới và một số nhân viên hoạt động của People Express. Đến năm 2000, công ty đã phát triển lên 8 chiếc máy bay Boeing 727 thuộc sở hữu và doanh thu vượt quá 100 triệu đô la Mỹ.

## Sự cố
Vào ngày 3 tháng 5 năm 2019, một chuyến bay thuê chuyến của Miami Air bằng Boeing 737 xuất phát từ căn cứ hải quân vịnh Guantanamo, Cuba đã trượt xuống sông St. Johns với 143 người trên máy bay sau khi hạ cánh tại trạm hàng không hải quân Jacksonville. Tất cả trên tàu sống sót, và có 21 thương tích được báo cáo.